# Howard (Dakota del Sud)
Howard è un comune (city) degli Stati Uniti d'America e capoluogo della contea di Miner nello Stato del Dakota del Sud. La popolazione era di 858 abitanti al censimento del 2010.

## Geografia fisica
Howard è situata a 44°00′38″N 97°31′35″W (44.010422, -97.526435).
Secondo lo United States Census Bureau, la città ha una superficie totale di 2,47 km², dei quali 2,47 km² di territorio e 0 km² di acque interne (0% del totale).

## Storia
Il primo insediamento pionieristico a Howard fu creato nel 1879, tuttavia la città di Howard fu fondata nel 1882, poco dopo che la Southern Minnesota Railway fu estesa a quel punto. La città prese il nome da Howard Farmer, un colono pioniere. Nel 1883, quando furono organizzate le contee di Miner e Sanborn, la città fu nominata capoluogo della contea di Miner.
Una delle prime fotografie conosciute di un tornado è un'immagine del tornado di Howard del 1884.
La prima biblioteca pubblica nel Territorio del Dakota era la Howard Public Library, fondata nel 1886.
Howard è diventato il primo comune nel Dakota del Sud a possedere e gestire le proprie turbine eoliche nel 2001.

## Società

### Evoluzione demografica
Secondo il censimento del 2010, la popolazione era di 858 abitanti.

### Etnie e minoranze straniere
Secondo il censimento del 2010, la composizione etnica della città era formata dal 97,79% di bianchi, lo 0% di afroamericani, lo 0,12% di nativi americani, lo 0,12% di asiatici, lo 0% di oceanici, lo 0,58% di altre razze, e l'1,4% di due o più etnie. Ispanici o latinos di qualunque razza erano l'1,28% della popolazione.